# Xiphorhynchus obsoletus
El trepatroncos loco (Xiphorhynchus obsoletus), también denominado trepatroncos listado (en Colombia y Ecuador), trepador listado (en Perú) o trepador loco (en Venezuela), es una especie de ave paseriforme de la familia Furnariidae, subfamilia Dendrocolaptinae, perteneciente al género Xiphorhynchus. Es nativa de la cuenca amazónica y del escudo guayanés en Sudamérica.

## Distribución y hábitat
Se distribuye por el sur y este de Colombia, hacia el este por el sur y este de Venezuela, Guyana, Surinam y Guayana francesa, hacia el sur por el este de Ecuador, este de Perú, por toda la extensión de la Amazonia brasileña, hasta el norte de Bolivia.
Esta especie es considerada generalmente poco común en sus hábitats naturales: el sotobosque de las selvas húmedas de regiones bajas, los pantanos y las zonas de matorral tropicales. Vive en las riberas de la Amazonia, hasta los 500 m de altitud.

## Descripción
En promedio el trepatroncos loco mide 20,3 cm de longitud y pesa 31 g. Su pico mide 2 cm. El dorso y la cabeza presentan rayas color ante sobre fondo de color castaño, más oscuro en la cresta que tiene un borde negro; alas, grupa y cola castaño rojizo o rufo; garganta ante a rosada; pecho castaño oscuro con rayas blacuzcas a anteadas; vientre castaño oscuro.

## Sistemática

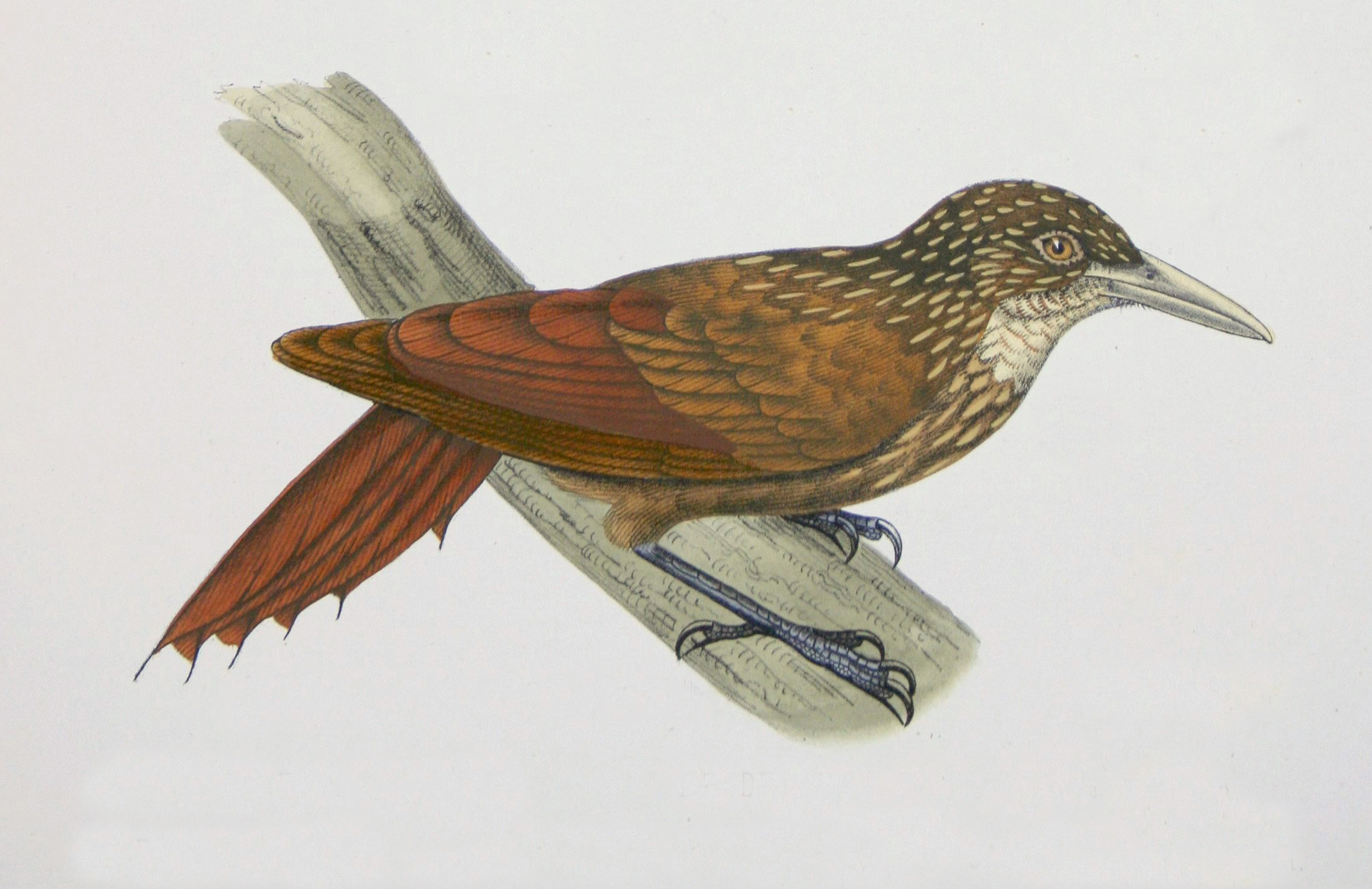
Xiphorhynchus obsoletus; ilustración de Castelnau en Expédition dans les parties centrales de l'Amérique du Sud, de Rio de Janeiro à Lima et de Lima au Para, 1856

### Descripción original
La especie X. obsoletus fue descrita por primera vez por el naturalista alemán Martin Lichtenstein en 1820 bajo el nombre científico Dendrocolaptes obsoletus; la localidad tipo es: «sin localidad = estado de Pará, Brasil».

### Etimología
El nombre genérico masculino «Xiphorhynchus» se compone de las palabras del griego «ξιφος xiphos»: espada, y «ῥυγχος rhunkhos»: pico; significando «con pico en forma de espada»; y el nombre de la especie «obsoletus», del latín: liso, desgastado, olvidado.

### Taxonomía
Las relaciones de esta especie son inciertas; con base en los datos moleculares, la primera idea es que sería ancestral a un clado morfológicamente variable integrado por Xiphorhynchus susurrans,  X. guttatus, X. flavigaster y X. lachrymosus, y posiblemente también X. erythropygius y X. triangularis. La calificación de la subespecie notatus es complicada debido a la marcante variación individual de la coloración, y a la intergradación a lo ancho de un área aparentemente amplia, con la nominal y palliatus; aves de la cuenca del río Purus en el oeste de Brasil, algunas veces son reconocidas como la subespecie multiguttatus, pero es intermediaria entre la nominal y palliatus. La subespecie caicarae se diferencia pobremente de la nominal y es de  dudosa validad.

### Subespecies
Según las clasificaciones del Congreso Ornitológico Internacional (IOC) y Clements Checklist v.2019 se reconocen cuatro subespecies, con su correspondiente distribución geográfica:
- Xiphorhynchus obsoletus notatus (Eyton, 1852) – cuencas de los ríos  Apure, alto Orinoco, bajo Caura y alto Negro en el este de Colombia (Arauca, Vichada), oeste y sur de Venezuela y adyacencias del noroeste de Brasil; aves del bajo río Negro son intermediarias con la nominal.
- Xiphorhynchus obsoletus caicarae J.T. Zimmer & Phelps, Sr, 1955 – medio valle del Orinoco en el centro de Venezuela (noroeste de Bolívar).
- Xiphorhynchus obsoletus palliatus (Des Murs, 1856) – oeste de la Amazonia, tanto al norte como al sur del río Amazonas, en el sureste de Colombia (Meta, Caquetá), este de Ecuador, este de Perú, oeste de la Amazonia btasileña (hacia el este hasta los ríos Negro y Juruá) y  norte de Bolivia (al sur hasta el norte de La Paz y noroeste de Beni); aves del río Purus son intermediarias con la nominal.
- Xiphorhynchus obsoletus obsoletus (M.H.C. Lichtenstein, 1820) – este de la Amazonia en el este de Venezuela (Delta Amacuro), las Guayanas y norte de Brasil (bajo río Negro al este hasta Amapá y, al sur del río Amazonas, desde el río Madeira hacia el este hasta el río Tocantins y al sur hasta el oeste y norte de Mato Grosso); las poblaciones del noreste de Bolivia (noreste de Santa Cruz) y noreste de Venezuela (este de Monagas) probablemente representen esta subespecie.